# 切手帳
切手帳（きってちょう）
1. 切手収集家が切手を収納するのに用いるストックブックの別称
2. 日本郵政の商品の一つで、記念切手を収納したもので、表紙に説明があるもの。
3. 切手の販売方法のひとつで、切手に表紙となる厚紙をつけたもの。本稿で論述。

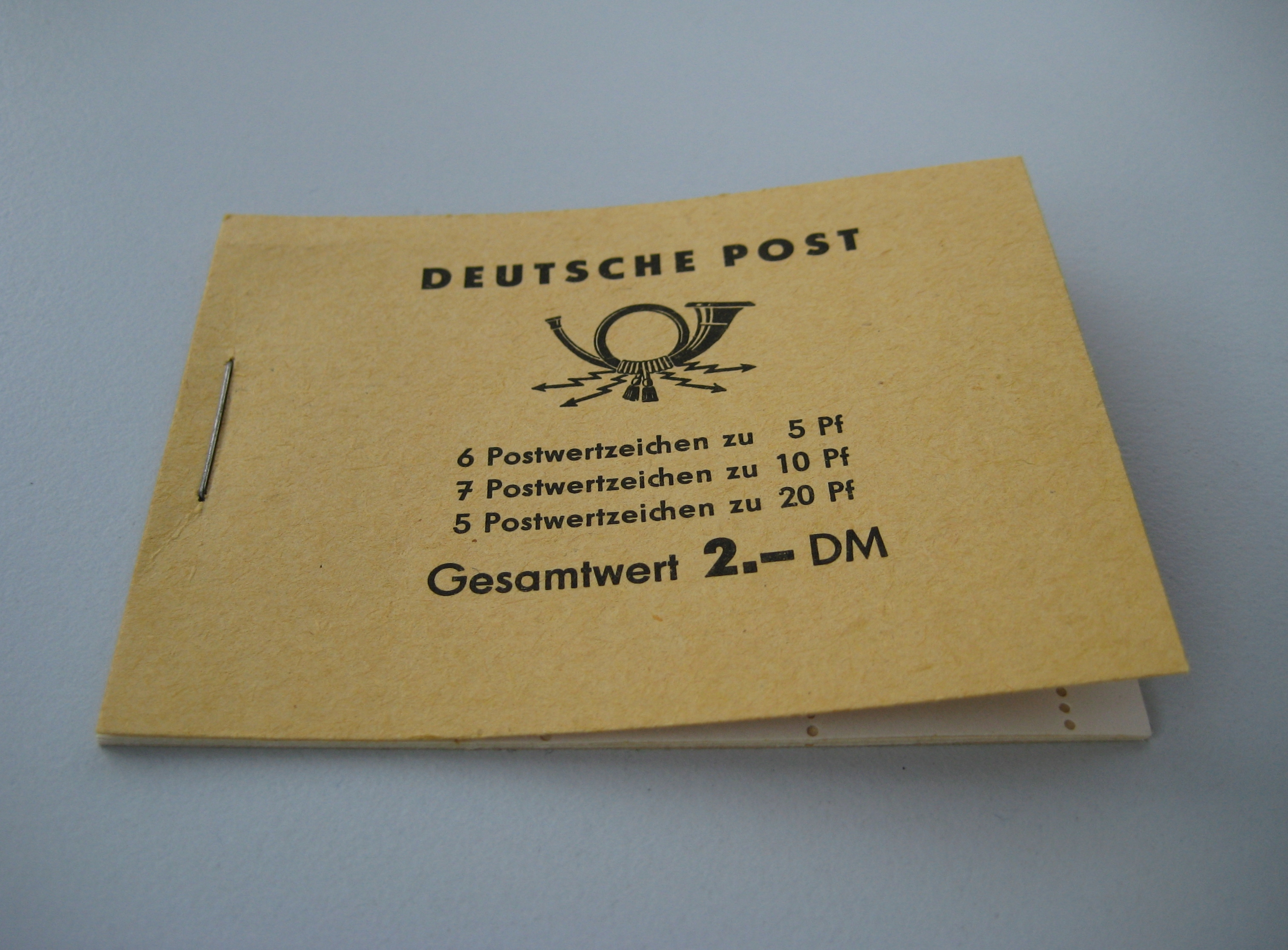
ドイツの表紙つきの切手帳

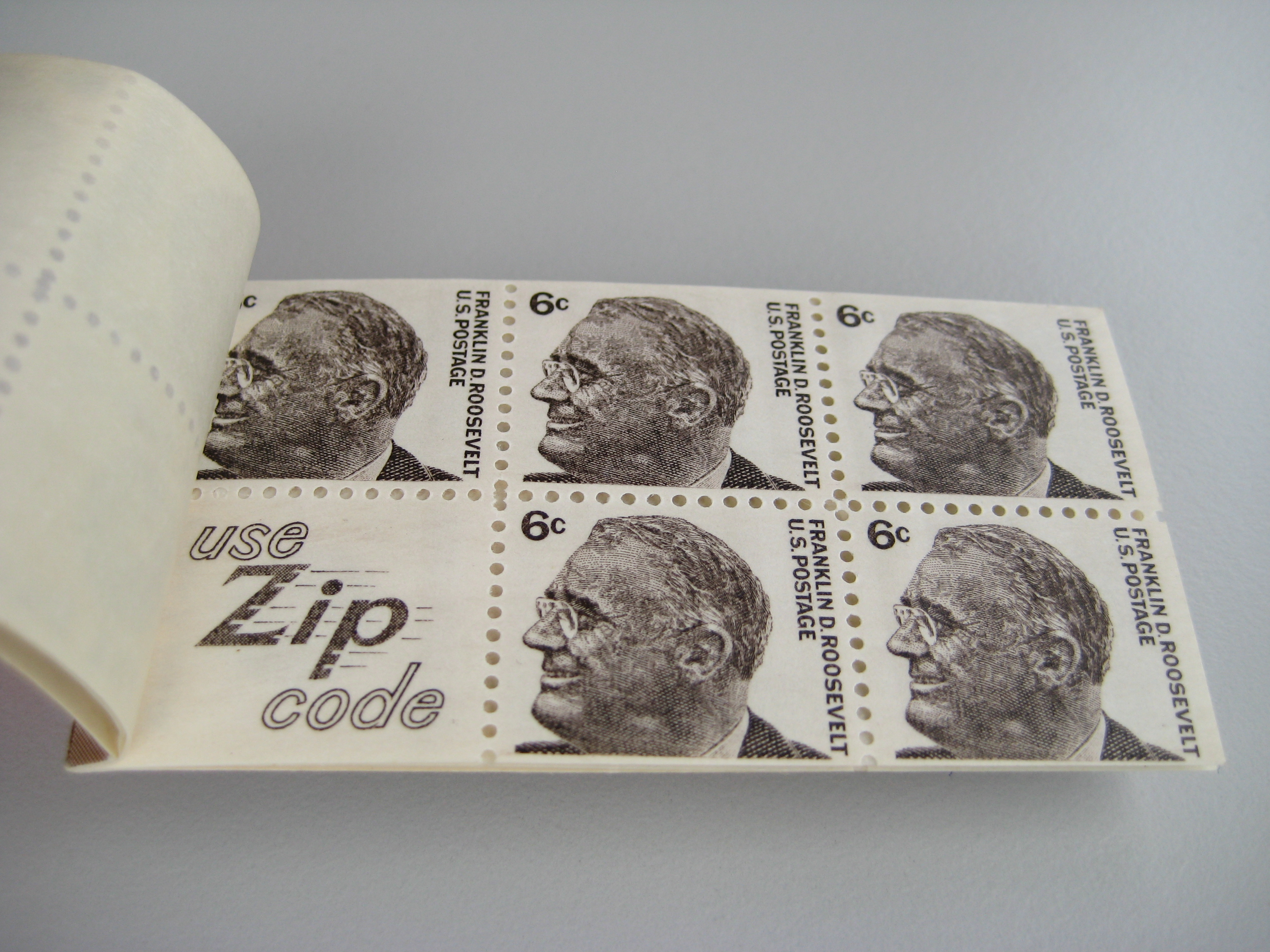
アメリカの切手帳のペーン。郵便番号（ZIPコード）の使用を呼びかける紙片（タブ）が付いている

切手帳（きってちょう、英語:postage stamp booklet）とは、切手の販売方法のひとつで、数枚ないし数十枚の切手に表紙をつけて小冊子にしたものである。携帯または保管に便利なように考案された。

## 概要
切手帳は、切手の保管ないし携帯に便利なように発案されたものである。世界で最初に切手帳の形式で販売されたのは電信電話事業者が発行した電信切手に対するもので、1870年にアメリカ合衆国カリフォルニア州のテレグラフ社と1871年の ウェスタンユニオンによって発行された。1884年10月14日に合衆国特許庁はこのアイデアに対しボストンの A.W.クックへ特許権を与えた。
しかしながら、特許権の及ぶ範囲はアメリカ国内限定であったため、ルクセンブルクは1895年に、世界で最初に郵便切手を綴じた切手帳を発行、20世紀初頭にはほぼ世界中の国で発行された。日本でも1906年に発行された。
元々、切手帳は切手のシートを手作業で切り離して製作されていた。これをハンドメイドと呼ぶ。切手帳を作るため、シートから切り離された切手のブロックは、後述する機械裁断によるものも含め、ペーンと呼ばれる。複数のペーンを綴じる場合には糸ないしホチキス針で表紙に留めていた。ハンドメイドで製作された場合、切手に特徴がなければ、ペーンからバラバラにされると、シートで製造されたものと区別がつかない。
その後、切手帳制作のためにあらかじめ大きなシートを印刷、機械で裁断されるようになると、ペーンの端はストレートエッジとなり、区別できるようになった。これをマシーンメイドと称する。切手帳のなかには前述のようなペーンだけではなく、小型シートのようなペーンを綴じたものが存在するほか、切手帳の形式でしか発行されていない切手も存在する。また、売価を切りよくするため、切手ではなく標語を印刷したもの(タブと呼ぶ)も存在する。
また、日本では切手帳に「ゆうペーン」という愛称をつけて販売していた。